# Andey
Andey – wyspa u wschodnich wybrzeży Islandii, u wejścia do fiordu Fáskrúðsfjörður, około 3 km na zachód od wyspy Skrúður. Wchodzi w skład gminy Fjarðabyggð. 
Wyspa zajmuje powierzchnię 0,3 km². Ma około 1,3 km długości i 300 m szerokości. Jest niska, płaska i porośnięta trawą.
Wyspa stanowi ostoję ptaków (Important Bird Area), w której gniazduje około 15 tys. par maskonura zwyczajnego. 